# Mario Pacilli
Mario Pacilli (L'Aquila, 25 aprile 1987) è un calciatore italiano, attaccante dell'ASD Terni FC.

## Caratteristiche tecniche
È un attaccante esterno, abile negli inserimenti e in grado di giocare sia a sinistra che a destra. All'occorrenza ha ricoperto anche il ruolo di seconda punta.

## Carriera
Nativo dell'Aquila ma cresciuto a Torano di Borgorose (RI), matura calcisticamente nel settore giovanile della Ternana arrivando in prima squadra appena diciottenne, in Serie B, senza però mai esordire. L'anno successivo disputa con gli umbri il campionato di Serie C1 totalizzando 25 presenze ed una rete.
Nel 2007, giovanissimo, si trasferisce in Svizzera per giocare nel Chiasso, formazione militante nella seconda serie elvetica. Tornato in Italia viene ingaggiato dall'Avellino con cui esordisce in Serie B.
Si accasa quindi alla Pro Patria, con cui disputa la Prima Divisione, conclusasi con una retrocessione ai play-out, collezionando 33 presenze e quattro reti. Rimane con i bustocchi anche la successiva annata, in Seconda Divisione. L'anno seguente disputa il suo secondo torneo tra i cadetti con la maglia dell'AlbinoLeffe con cui disputa la stagione 2011-2012, terminata con la retrocessione dei lombardi, e la prima parte della seguente.
Nel gennaio del 2013 passa al Trapani con cui ottiene la promozione in Serie B, la prima nella storia dei siciliani, cui contribuisce con 10 presenze; rimane in Sicilia anche l'anno seguente disputando il campionato di Serie B 2013-2014, in cui colleziona 21 presenze.
Svincolatosi dai granata, nel 2014 torna nella propria città natale firmando un biennale con L'Aquila. Con i rossoblù fa il suo esordio il 30 agosto, in casa, contro il Gubbio e segna la sua prima marcatura una settimana più tardi, in trasferta, contro l'Ascoli. Il 26 giugno 2015 rescinde consensualmente il contratto che lo legava al club abruzzese.
Il 29 ottobre firma, da svincolato, con la Cremonese.
Il 13 luglio 2016 passa al Lecce, con cui si lega con un biennale. Nel Salento trascorre due stagioni, culminate con la promozione in Serie B ottenuta nel 2017-2018. In quest'ultima annata è escluso dalla rosa dopo il mercato di gennaio 2018 per la regola degli over e poi reintegrato ad aprile per le ultime gare sul finale di stagione (dopo la rescissione temporanea del contratto di Giuseppe Torromino), in cui Pacilli scende in campo solo contro il Racing Fondi.
Il 30 agosto 2018 si trasferisce a titolo definitivo alla Viterbese Castrense, in Serie C. Milita per due stagioni nel club laziale, prima di accasarsi alla Casertana, sempre in Serie C. Con il fallimento della Casertana rimane svincolato e nel settembre 2021 passa al Taranto, neopromosso in Serie C.

## Statistiche

### Presenze e reti nei club
Statistiche aggiornate al 9 gennaio 2023.
| Stagione                   | Squadra                    | Campionato                 | Campionato | Campionato | Coppe nazionali | Coppe nazionali | Coppe nazionali | Coppe europee | Coppe europee | Coppe europee | Altre coppe | Altre coppe | Altre coppe | Totale | Totale |
| Stagione                   | Squadra                    | Camp                       | Pres       | Reti       | Camp            | Pres            | Reti            | Camp          | Pres          | Reti          | Camp        | Pres        | Reti        | Pres   | Reti   |
| -------------------------- | -------------------------- | -------------------------- | ---------- | ---------- | --------------- | --------------- | --------------- | ------------- | ------------- | ------------- | ----------- | ----------- | ----------- | ------ | ------ |
| 2004-2005                  | Ternana                    | B                          | 0          | 0          | CI              | -               | -               | -             | -             | -             | -           | -           | -           | 0      | 0      |
| 2005-2006                  | Ternana                    | B                          | 0          | 0          | CI              | 1               | 0               | -             | -             | -             | -           | -           | -           | 1      | 0      |
| 2006-2007                  | Ternana                    | C1                         | 25         | 1          | CI-C            | 1               | 1               | -             | -             | -             | -           | -           | -           | 26     | 2      |
| Totale Ternana             | Totale Ternana             | Totale Ternana             | 25         | 1          |                 | 2               | 1               |               | -             | -             |             | -           | -           | 27     | 2      |
| 2007-2008                  | Chiasso                    | CL                         | 21         | 5          | CS              | 1               | 0               | -             | -             | -             | -           | -           | -           | 22     | 5      |
| 2008-2009                  | Avellino                   | B                          | 20         | 0          | CI              | 0               | 0               | -             | -             | -             | -           | -           | -           | 20     | 0      |
| 2009-2010                  | Pro Patria                 | 1D                         | 32+1       | 2+2        | CI+CI-LP        | 2+2             | 1+0             | -             | -             | -             | -           | -           | -           | 37     | 5      |
| 2010-2011                  | Pro Patria                 | 2D                         | 22         | 7          | CI-LP           | 4               | 4               | -             | -             | -             | -           | -           | -           | 26     | 11     |
| Totale Pro Patria          | Totale Pro Patria          | Totale Pro Patria          | 54+1       | 9+2        |                 | 8               | 5               |               | -             | -             |             | -           | -           | 63     | 16     |
| 2011-2012                  | AlbinoLeffe                | B                          | 25         | 0          | CI              | 2               | 0               | -             | -             | -             | -           | -           | -           | 27     | 0      |
| 2012-gen. 2013             | AlbinoLeffe                | 1D                         | 10         | 2          | CI+CI-LP        | 0+0             | 0+0             | -             | -             | -             | -           | -           | -           | 10     | 2      |
| Totale AlbinoLeffe         | Totale AlbinoLeffe         | Totale AlbinoLeffe         | 35         | 2          |                 | 2               | 0               |               | -             | -             |             | -           | -           | 37     | 2      |
| gen.-giu. 2013             | Trapani                    | 1D                         | 13         | 2          | CI+CI-LP        | -               | -               | -             | -             | -             | SL-PD       | 2           | 0           | 15     | 2      |
| 2013-2014                  | Trapani                    | B                          | 21         | 0          | CI              | 1               | 0               | -             | -             | -             | -           | -           | -           | 22     | 0      |
| Totale Trapani             | Totale Trapani             | Totale Trapani             | 34         | 2          |                 | 1               | 0               |               | -             | -             |             | 2           | 0           | 37     | 2      |
| 2014-2015                  | L'Aquila                   | LP                         | 25         | 7          | CI+CI-LP        | 0+0             | 0+0             | -             | -             | -             |             | -           | -           | 25     | 7      |
| ott. 2015-2016             | Cremonese                  | LP                         | 15         | 3          | CI+CI-LP        | -+2             | -+1             | -             | -             | -             | -           | -           | -           | 17     | 4      |
| 2016-2017                  | Lecce                      | LP                         | 32         | 7          | CI+CI-LP        | 3+0             | 0+0             | -             | -             | -             | -           | -           | -           | 35     | 7      |
| 2017-2018                  | Lecce                      | C                          | 14         | 0          | CI+CI-LP        | 2+2             | 0+0             | -             | -             | -             | -           | -           | -           | 18     | 0      |
| Totale Lecce               | Totale Lecce               | Totale Lecce               | 46         | 7          |                 | 7               | 0               |               | -             | -             |             | -           | -           | 53     | 7      |
| 2018-2019                  | Viterbese Castrense        | C                          | 22+2       | 7          | CI-C            | 6               | 3               | -             | -             | -             | -           | -           | -           | 30     | 10     |
| 2019-2020                  | Viterbese Castrense        | C                          | 12         | 1          | CI-C            | -               | -               | -             | -             | -             | -           | -           | -           | 12     | 1      |
| Totale Viterbese Castrense | Totale Viterbese Castrense | Totale Viterbese Castrense | 34+2       | 8          |                 | 6               | 3               |               | -             | -             |             | -           | -           | 42     | 11     |
| 2020-2021                  | Casertana                  | C                          | 21+1       | 4          | -               | -               | -               | -             | -             | -             | -           | -           | -           | 22     | 4      |
| 2021-2022                  | Taranto                    | C                          | 18         | 1          | CI-C            | -               | -               | -             | -             | -             | -           | -           | -           | 18     | 1      |
| Totale carriera            | Totale carriera            | Totale carriera            | 348+4      | 49+2       |                 | 29              | 10              |               | -             | -             |             | 2           | 0           | 383    | 61     |

## Palmarès

### Club

#### Competizioni nazionali
- Lega Pro Prima Divisione: 1

Trapani: 2012-2013
- Serie C: 1

Lecce: 2017-2018 (girone C)
- Coppa Italia Serie C: 1

Viterbese: 2018-2019